# Zelleria plumbeella
Zelleria plumbeella is een vlinder uit de familie van de stippelmotten (Yponomeutidae). De wetenschappelijke naam van de soort werd in 1870 gepubliceerd door Otto Staudinger.